# Чернобыльский, Борис Моисеевич
Борис Моисеевич Чернобыльский (2 апреля 1944, Москва — 1998, Израиль) — активный участник еврейского движения за репатриацию в Израиль в 1970-х — 1980-х годах, политический заключенный. Отказник с 1976 года. Участник сидячей демонстрации в приемной Верховного Совета СССР с требованием о выдаче ответа каждой семье о причине отказа в выезде в Израиль.

## Биография
Родился в Москве, в ассимилированной еврейской семье. Жена — Чернобыльская (в девичестве Лейбман) Елена Моисеевна, сын — Йосеф (род. 1 февраля 1985, Москва), дочери — Геула, Ханна.
До 1974 года работал радиоинженером, участвовал в проектировании передающего устройства радиостанции, работающей возле города Чехова.
Подал документы в Отдел виз и регистрации МВД на выезд в Израиль в июне 1975 года, в январе 1976 года получил отказ по соображениям секретности.
В 1976 году вместе с другими участниками сидячей демонстрации в приемной Верховного Совета СССР  был арестован и избит. По итогам акции протеста стал фигурантом уголовного дела о хулиганстве, в итоге закрытого в связи с «изменением ситуации» из-за оказанного на Генпрокуратуру СССР давления со стороны Соединенных Штатов Америки. В последующие годы неоднократно задерживался на 15 суток за участие в митингах и пикетах отказников, был вынужден работать электриком, временным рабочим. Оказывал поддержку еврейской общине деревни Ильинка Воронежской области, большая часть которой в настоящее время находится в Израиле.
С 1980 года вместе с женой являлся гражданином Израиля. По данным Геулы Богославской, младшей дочери, пытался пешком перейти с семьей финскую границу и попасть в Швецию.
10 мая 1981 года Борис Чернобыльский принял участие в пикнике возле станции Опалиха, где около 150 евреев-отказников праздновали День независимости Израиля и почтили память евреев, погибших во Второй мировой войне. Во время разгона мероприятия нарядом милиции и дружинниками, вступил в словесный конфликт с милиционером, подгонявшим участников пикника громкими криками "шнель! шнель!". Вскоре был арестован и приговорен к сроку в 1 год в колонии общего режима по статье 191.1 УК РСФСР за сопротивление, якобы оказанное сотруднику милиции. Во время судебного процесса, адвокат В.П. Петров, фронтовик и член КПСС, заявил, что за 30 лет адвокатской практики никогда не сталкивался с "таким неправым делом", указав, что свидетели-милиционеры и дружинники говорят неправду.
Борис Чернобыльский был отправлен в город Сусуман на Колыме по этапу, который длился три месяца. Отбывал срок в колонии вместе с Константином Азадовским. Преследовался КГБ в местах лишения свободы, был освобожден в ноябре 1982 года
После рождения сына Йосефа в 1985 году, Борис Чернобыльский  с женой отказались оформлять ему советское свидетельство о рождении, из-за чего испытывали проблемы с  пропиской. В том же году попытались отдать дочь Ханну в школу при американском посольстве, стремясь оградить детей от антиизраильской пропаганды. Также в 1987 году дочь Ханна не стала в 16 лет брать советский внутренний паспорт, вместо него государство Израиль к этому моменту предоставило Ханне  израильский паспорт.
В ноябре 1988 года Борис Чернобыльский выезжал вместе с Андреем Сахаровым на конференцию Международного Фонда за выживание и развитие человечества, проходившую в Вашингтоне.
В 1989 году, после 13 лет отказа, репатриировался в Израиль. Трагически погиб во время купания в море в 1998 году.